# Липецк (аэропорт)
Международный аэропорт Ли́пецк — гражданский аэропорт международного значения  неподалёку от города Липецк.
Расположен в 15 км к северо-западу от центра города (10 км от ЛКАД), недалеко от селений Кузьминские Отвержки и Студёные Выселки Липецкого района Липецкой области.
Неподалёку, по другую сторону Лебедянского шоссе, находится Липецкий авиацентр, где лётный состав проходит переподготовку.
C 24 февраля 2022 года работа аэропорта приостановлена.

## История
Здание липецкого аэропорта было построено в 1966 году. Оно вмещало 100 посадочных мест. В 1987 году открылся новый аэровокзал — на 200 пассажиров (арх. Г. М. Александров и М. М. Трофимова). Однако в конце 1990-х годов из-за крайне низкого пассажиропотока аэропорт пришлось закрыть и использовать в хозяйственных нуждах.
В 2004 году после многочисленных реорганизаций было создано Областное Государственное Казённое предприятие (ОГКП) «Липецкий аэропорт».
В 2006 году в аэропорту введена в эксплуатацию современная инструментальная система посадки СП-90Н, позволяющая принимать самолёты в условиях плохой видимости, а все службы авиапредприятия оснащены высокоскоростной волоконно-оптической линией связи.
11 апреля 2008 года, распоряжением премьер-министра РФ Виктора Зубкова, аэропорт Липецк открыт для международных полётов воздушных судов. В связи с этим осуществляется реконструкция аэропорта, включающая оборудование пункта пропуска через государственную границу (завершено в 2015 году) и удлинение взлётно-посадочной полосы.
5 ноября 2008 года в здании аэропорта открыт бизнес-центр. Он будет использоваться как зал ожидания, однако здесь за определённую плату пассажиры смогут пользоваться компьютером с выходом в Интернет, а также посмотреть телевизор. В бизнес-центре есть собственный бар. 15 мая 2015 года из аэропорта вылетел первый международный рейс Липецк — Милан.
В 2017 году была завершена одна из основных частей реконструкции аэропорта, в результате которой он имеет возможность принимать такие популярные виды однопалубных самолётов как Airbus A320 и Boeing 737.
30 апреля 2020 года должен был быть запущен международный чартерный рейс Липецк — Анталья. Это было официально подтверждено администрацией аэропорта 6 февраля 2020 года, но по некоторым причинам рейс не состоялся.
29 апреля 2021 года также должен был быть запущен рейс в Анталию, но вновь реализован не был.
26 мая 2021 состоялся рейс Душанбе — Липецк , аэропорт «Липецк» впервые посетил Airbus A321 Уральских авиалиний.
26 сентября 2021 состоялся первый рейс в Шарм-эль-Шейх на Airbus A321 авиакомпании Nordwind.
В связи с российским вторжением на территорию Украины, с 03:45 24 февраля 2022 г. по настоящее время введён запрет на все полёты из аэропорта.

## Смена статуса аэропорта
После частичной реконструкции, включавшей оборудование пункта пропуска через государственную границу, завершившееся в 2015 году, аэропорт получил статус международного. Реконструкция аэропорта, включает удлинение взлётно-посадочной полосы до 2800 метров.

## Направления
- S7 Airlines Липецк — Москва (Домодедово) (EMB-170)
- RusLine Липецк — Калининград (CRJ-100/200)
- UTair Липецк — Минеральные воды (ATR-72)
- RusLine Липецк — Санкт-Петербург (CRJ-100/200)

## Принимаемые воздушные суда
Ан-2, Ан-12, Ан-24, Ан-26, Ан-26-100, Ан-28, Ан-72, Ан-74, Ту-134, Ил-114, М-101Т «Гжель», Як-40, Як-42, ATR 42, ATR-72, Bombardier CRJ 100/200, Embraer EMB 120 Brasilia, Embraer E-190, Saab 340b, Saab 2000, Airbus A319, Airbus A320/321 Boeing 737-500, Boeing 737-800, Sukhoi Superjet 100
и другие суда максимальной взлетной массой до 200 тонн, вертолёты всех типов. Классификационное число ВПП (PCN) 16/R/B/X/T.

## Показатели деятельности
| год             | 2014 | 2015 | 2016 | 2017 | 2018 |
| тыс. пассажиров | 13,8 | 49,8 | 55,5 | 63,8 | 79,5 |
| Источники:      |      |      |      |      |      |